# 타이야키 타베타노 난데?
타이야키 타베타노 난데?(일본어: たいやき たべたの なんで? 다이야키 다베타노 난데?[*])는 업프런트 크리에이트에 소속된 일본의 3인조 여성 팝 그룹이다.

## 멤버
- 다카하시 아이 (高橋 愛, 후쿠이현 출신, 1986년 9월 14일 ~ ) - 리더
- 다나카 레이나 (田中 れいな, 후쿠오카현 출신, 1989년 11월 11일 ~ )
- 나츠야키 미야비 (夏焼 雅, 지바현 출생, 사이타마현 출신, 1992년 8월 25일 ~ )

## 약력
2021년
- 5월 28일부터 동요 「およげ! たいやきくん」의 커버를 USEN 중심으로 온에어 전개하고 있었지만, 아티스트의 정체는 숨겨진 채로 있었다.
- 6월 10일, 공식 트위터 개설.
- 6월 20일, M-line club의 콘서트 투어「M-line Special 2021~Make a Wish!~」에서 다카하시 아이, 다나카 레이나, 나츠야키 미야비가「타이야키 타베타노 난데?(たいやき たべたの なんで?)」의 멤버임을 발표해, 「およげ! たいやきくん」을 첫 피로. 같은 날, およげ! たいやきくん의 뮤직 비디오를 공개.
- 6월 21일, およげ! たいやきくん을 발신 한정으로 릴리즈.

2022년
- 1st 앨범「ラフ・アンド・ピース」를 3월 16일에 발매 예정이었으나, 4월 27일로 정기.

## 음악

### 착신 싱글
1. およげ! たいやきくん (2021년 6월 21일)

### 앨범
1. ラフ・アンド・ピース (2022년 4월 27일) - 다카하시 아이 · 다나카 레이나 · 나츠야키 미야비 명의

## 공연

### 라이브 · 콘서트
- M-line Special 2021 ~Make a Wish!~ (2021년 6월 20일, 나카노 선플라자 / 6월 26일, 토다 시 문화회관)
- M-line Special 2022 ~My Wish~ (2022년 2월 23일, 메구로 퍼시몬 홀)
- 러브 · 앤드 · 피스 칠석 Special ~별에게 소원을~ (2022년 7월 7일 · 8일, COTTON CLUB)

## 같이 보기
- M-line club